# 克拉夫迪婭·彼得里夫娜
克拉夫迪婭·彼得里夫娜（英語：Klavdia Petrivna），乌克兰歌手及词曲作者。她在社交网络TikTok上迅速走红。她的歌曲在YouTube和流媒体服务上已获得数百万次播放。2024年初，她凭借歌曲“Знайди мене”（尋找我）登上乌克兰电台排行榜榜首。